# レンゴン渓谷
座標: 北緯5度06分 東経100度58分 / 北緯5.100度 東経100.967度
レンゴン渓谷（Lenggong）は、マレーシア・マレー半島北部にあるペラ川の渓谷で、考古遺跡がある。カルスト地形が発達しているため人類居住の痕跡のある洞窟が多くあり、183万年前の隕石衝突により干上がった古代湖の沿岸と古河川の砂利場には183万年前から1700年前の石器加工場がある。2012年6月30日、「レンゴン渓谷の考古遺産」として、UNESCOの世界文化遺産に登録された。この遺跡群は、200万年ほど前の旧石器時代のものであると考えられており、アフリカ大陸を除けば世界最古の人類の痕跡とされている。旧石器時代から鉄器時代にかけての4つの遺跡が確認されており、うち約7万年前のトバ火山の噴火の影響を受けて放棄した遺跡がある。「Perak Man（ペラ・マン）」という人骨の、東南アジアで最も完全な全身骨格が発見された場所でもある。また、旧石器時代・新石器時代・青銅器時代などの遺物が見つかっている。

## 登録基準
この世界遺産は世界遺産登録基準のうち、以下の条件を満たし、登録された（以下の基準は世界遺産センター公表の登録基準からの翻訳、引用である）。
- (3) 現存するまたは消滅した文化的伝統または文明の、唯一のまたは少なくとも稀な証拠。
- (4) 人類の歴史上重要な時代を例証する建築様式、建築物群、技術の集積または景観の優れた例。